# Episodi di Charlie's Angels (seconda stagione)

Gli Angeli della seconda stagione

Questa voce contiene dettagli e crediti dei registi e degli sceneggiatori della seconda stagione della serie televisiva Charlie's Angels, interpretata da Kate Jackson (Sabrina Duncan), Jaclyn Smith (Kelly Garrett) e Cheryl Ladd (Kris Munroe).
Negli Stati Uniti è stata trasmessa per la prima volta il 14 settembre 1977 e si è conclusa il 10 maggio 1978, posizionandosi al 4º posto nei Rating Nielsen di fine anno con il 24.4 di rating.
In Italia, è stata trasmessa durante la stagione televisiva 1980/1981 dalle emittenti locali affiliate ai consorzi televisivi GPE - Telemond e RTI-Distribuzione S.p.A.. Nella prima trasmissione italiana, non è stato seguito l'ordine cronologico degli episodi.
| nº | Titolo originale                     | Titolo italiano                             | Prima TV USA      | Prima TV Italia |
| -- | ------------------------------------ | ------------------------------------------- | ----------------- | --------------- |
| 1  | Angels in Paradise (Part 1 & 2)      | Angeli in paradiso (prima e seconda parte)  | 14 settembre 1977 |                 |
| 2  | Angels in Paradise (Part 1 & 2)      | Angeli in paradiso (prima e seconda parte)  | 14 settembre 1977 |                 |
| 3  | Angels on Ice (Part 1 & 2)           | Angeli sul ghiaccio (prima e seconda parte) | 21 settembre 1977 |                 |
| 4  | Angels on Ice (Part 1 & 2)           | Angeli sul ghiaccio (prima e seconda parte) | 21 settembre 1977 |                 |
| 5  | Pretty Angels All in a Row           | Tanti begli Angeli in fila                  | 28 settembre 1977 |                 |
| 6  | Angel Flight                         | Volo d'Angelo                               | 5 ottobre 1977    |                 |
| 7  | Circus of Terror                     | Terrore al circo                            | 19 ottobre 1977   |                 |
| 8  | Angel in Love                        | Angelo innamorato                           | 26 ottobre 1977   |                 |
| 9  | Unidentified Flying Angels           | Angelo volante non identificato             | 2 novembre 1977   |                 |
| 10 | Angels on the Air                    | Angeli in onda                              | 9 novembre 1977   | 17 aprile 1980  |
| 11 | Angel Baby                           | Un Angelo in culla                          | 16 novembre 1977  | 12 aprile 1980  |
| 12 | Angels in the Wings                  | Angeli dietro le quinte                     | 23 novembre 1977  | 19 aprile 1980  |
| 13 | Magic Fire                           | Fuoco magico                                | 30 novembre 1977  | 26 aprile 1980  |
| 14 | The Sammy Davis Jr. Kidnap Caper     | Il rapimento di Sammy Davis Jr.             | 7 dicembre 1977   |                 |
| 15 | Angels on Horseback                  | Angeli in sella                             | 21 dicembre 1977  | 24 aprile 1980  |
| 16 | Game Set Death                       | Lo sponsor                                  | 4 gennaio 1978    |                 |
| 17 | Hours of Desperation                 | Angelo inesploso                            | 11 gennaio 1978   |                 |
| 18 | Diamond in the Rough                 | Luce d'Arabia                               | 18 gennaio 1978   | 10 maggio 1980  |
| 19 | Angels in the Backfield              | Angeli in difesa                            | 25 gennaio 1978   |                 |
| 20 | The Sandcastle Murders               | Sabbie mortali                              | 1º febbraio 1978  |                 |
| 21 | Angel Blues                          | Angelo nella notte                          | 8 febbraio 1978   |                 |
| 22 | Mother Goose Is Running For His Life | Mamma Oca deve salvarsi                     | 15 febbraio 1978  |                 |
| 23 | Little Angels of the Night           | Squilli d'Angelo                            | 22 febbraio 1978  |                 |
| 24 | The Jade Trap                        | Angeli all'asta                             | 1º marzo 1978     |                 |
| 25 | Angels on the Run                    | Pane per gli Angeli                         | 3 marzo 1978      |                 |
| 26 | Antique Angels                       | Angeli d'epoca                              | 10 maggio 1978    | 7 giugno 1980   |

## Angeli in paradiso (prima e seconda parte)
- Titolo originale: Angels in Paradise (Part 1 & 2)
- Diretto da: Charles S. Dubin
- Scritto da: John D.F. Black

### Trama
Jill Munroe ha lasciato l'Agenzia Townsend e il suo posto viene preso da Kris, sorella di Jill. Il suo arrivo all'Agenzia è segnato da un brutto affare: il rapimento di Charlie. Gli Angeli indagano e scoprono una pista alle Hawaii.
- Special Guest Star: Don Ho (se stesso)
- Altri interpreti: France Nuyen (LeLani Sako), Tom Fujiwara (Billy Sako), Art Metrano (Mr. Blue), Norman Fell (Sammy Talford), Ron Soble (Ace), Alan Manson (George), Pat Suzuki (Kona)

## Angeli sul ghiaccio (prima e seconda parte)
- Titolo originale: Angels on Ice (Part 1 & 2)
- Diretto da: Robert Kellian
- Scritto da: Rick Edelstein

### Trama
Gli Angeli vengono assoldati per risolvere il rapimento di alcune stelle del pattinaggio su ghiaccio. Così Kris s'improvvisa pattinatrice-clown mentre Kelly entra nel corpo di ballo.
- Altri interpreti: Jim Backus (Iggy), Harvey Jason (Alvin), Edward Andrews (Mason), James Gammon (Billy), Erick Kilpatric (JoJo), Lee Delano (Heline), Geoffrey Binney (Jack Ward), Timothy Carey (Dergus), Vicky Perry (Shirley Ward)

## Tanti begli Angeli in fila
- Titolo originale: Pretty Angels All in a Row
- Diretto da: John D.F. Black
- Scritto da: John D.F. Black

### Trama
Gli Angeli partecipano a un concorso di bellezza per scoprire chi sta mettendo in fuga le partecipanti.
- Altri interpreti: Burton Gilliam (Ulmer), Richard Kelton (Hubie), Steve Franken (Fred), Patricia Barry (Millicent), Honey Oatman (Billie Jolene), Bobbie Mitchell (Grace Cooley), Dan Starr (L.J.), Mark Bey (Sara)

## Volo d'Angelo
- Titolo originale: Angel Flight
- Diretto da: Dennis Donnelly
- Scritto da: Brian McKay

### Trama
Angela, direttrice di una scuola per assistenti di volo, comincia a ricevere telefonate anonime e delle rose nere. Quando una delle studentesse viene uccisa, si rivolge alla sua vecchia amica di college Sabrina. Così, Kelly e Kris si improvvisano hostess per cercare di aiutare la donna.
- Altri interpreti: Lee Travis (Paula), Mary Angela (Maralyn), Nigel Bullard (Palmer), Philip Roth (Eddie), Fawne Harriman (Angela Hart), Robert Gentry (Gene Knox), Marshall Thompson (Meadows), Ben Hayes (Bill Glover), Lisa Moore (Mai Ling), Ralph Byers (Cliff)

## Terrore al circo
- Titolo originale: Circus of Terror
- Diretto da: Allen Baron
- Scritto da: Robert Janes

### Trama
Gli Angeli vengono ingaggiati da un circo dopo che si sono verificati vari incidenti. Sabrina assume il ruolo di un mimo, Kelly il ruolo di stuntwoman su motocicletta mentre Kris diventa la "vittima" di un lanciatore di coltelli.
- Special Guest Star: Ramon Bieri (Yanos Barzak)
- Altri interpreti: Tom Reese (Reed), Read Morgan (Otis), Marvin Kaplan (Zober), James Darren (David Barzak), Charles Tyner (Anton Tarloff), Denny Miller (Helmut Klaus), Patty Maloney (Tinkle Belle)
- Note: Quando uno dei personaggi dell'episodio chiede a Bosley se sia sposato, questi risponde "non ultimamente". Dato che nell'episodio Una specie omicida della prima stagione, l'uomo si lamentava del fatto che sua moglie gli avesse messo in valigia le scarpe sbagliate, si deve supporre che nel frattempo egli abbia divorziato. Nonostante ciò, nell'episodio Angeli in mare della terza stagione, Bosley negherà di essere mai stato sposato.

## Angelo innamorato
- Titolo originale: Angel in Love
- Diretto da: Paul Stanley
- Scritto da: Skip Webster, Jock MacKelvie

### Trama
In un centro benessere viene assassinato un dipendente. Indagando sul fatto, gli Angeli scoprono un mistero legato a un dirottamento aereo da 2 milioni di dollari.
- Altri interpreti: Dante De Andre (Eric), Doris Martin (Audrey), Peter Haskell (Doug O'Neal), Carole Cook (Hildy Slater), Charles Picerni (Frank Slater), Tom Simcox (Lon Molton), Amanda McBroom (Lorraine Fielding)

## Angelo volante non identificato
- Titolo originale: Unidentified Flying Angels
- Diretto da: Allen Baron
- Scritto da: Ronald Austin e James D. Buchanan

### Trama
Un'anziana signora scompare dopo aver visitato una fondazione per le ricerche spaziali che promette una possibile vita su altri pianeti.
- Altri interpreti: Nichelle Nichols (Joyce), Ken Olfson (Seth), Dennis Cole (James Britten), Bill Striglos (Teddy), Ross Martin (Dr. Perine), Ernestine Barrier (Mrs. Sheridan)

## Angeli in onda
- Titolo originale: Angels on the Air
- Diretto da: George Brooks
- Scritto da: William Froug

### Trama
Una famosa speaker radiofonica viene minacciata di morte. Gli Angeli così si infiltrano come nuove dipendenti nell'emittente radio.
- Altri interpreti: Nicolas Coster (Prof. Croyden), Linda Dano (Joy Vance), Larry Golden (Dwayne), Taylor Lacher (Buck Willis), Larry Gilman (Gary), Judith-Marie Bergan (Raven)

## Un Angelo in culla
- Titolo originale: Angel Baby
- Diretto da: Paul Stanley
- Scritto da: George R. Hodges e John D.F. Black

### Trama
Un amico di Kelly le chiede aiuto per poter ritrovare la sua fidanzata. Indagando, gli Angeli scoprono che la ragazza è incinta ed è vittima di gente senza scrupoli invischiata in un traffico illegale di neonati.
- Altri interpreti: Scott Colomby (Tommy), Jone Allison (Mrs. Morris), Bruce Fairbairn (Jayce), John Karlen (Chaffey), Sunny Johnson (Marie), Edward Winter (Hugh Tomlinson)

## Angeli dietro le quinte
- Titolo originale: Angels in the Wings
- Diretto da: Dennis Donnelly
- Scritto da: Edward J. Lakso

### Trama
Gli Angeli vengono assoldati per scoprire chi sta cercando di uccidere l'attrice Ellen Jason, alle prese con una nuova produzione teatrale di "Sweet Misery" insieme a suo marito. Durante le indagini, Kris viene anche ingaggiata come attrice e cantante nel ruolo di Jenny.
- Altri interpreti: Gene Barry (Frank Jason), Shani Wallis (Ellen Jason), Nicolas Beauvy (Larry Jason), Michael Fox (Austin Wells), Nehemiah Persoff (Anton), Lew Palter (Mancino), Michael Fairman (Cal Stone), Hal Needham (Julio), Tony Epper (Canty), Tammy Greenough (Norma)

## Fuoco magico
- Titolo originale: Magic Fire
- Diretto da: Leon Carrere
- Scritto da: Lee Sheldon

### Trama
L'anziano illusionista Wendell Muse viene accusato dalle autorità di essere la causa di strani incendi che divampano durante le sue performance. L'uomo assume gli Angeli per sviare ogni sospetto. Durante le indagini, Kelly assume il falso ruolo di Elizabeth Hart, figlia di un famoso illusionista, mentre Bosley si improvvisa un esperto del paranormale.
- Altri interpreti: E.J. André (Wendell Muse), Jay Rasumny (Thomas Romero), Hugh Warden (Gage), Wyatt Johnson (Capt. Summers), Rudy Solari (Danzini), Victoria Carroll (Mary Ann), Howard Witt (Joseph Watson)

## Il rapimento di Sammy Davis Jr.
- Titolo originale: The Sammy Davis Jr. Kidnap Caper
- Diretto da: Ronald Austin
- Scritto da: Ron Friedman

### Trama
Gli Angeli vengono assunti come temporanee guardie del corpo di Sammy Davis Jr., dopo un tentativo di rapimento. Le indagini però si complicano quando fa la sua comparsa un sosia dell'artista.
- Guest star: Sammy Davis Jr. (Se stesso/Herbert Brubaker III)
- Altri interpreti: Lee De Broux (Leo Harris]), Natalie Core (Mrs. Warren), Norman Alden (Louis Fluellen), Robert Pine (Andy Price), Martin Kove (Georgie), Harry Rhodes (Ben Brody)

## Angeli in sella
- Titolo originale: Angels on Horseback
- Diretto da: George W. Brooks
- Scritto da: Edward J. Lakso

### Trama
Una visita guidata al Sunwest Dude Ranch si trasforma in dramma quando uno dei partecipanti viene ucciso. Gli Angeli si improvvisano falsi turisti per indagare.
- Altri interpreti: Hal Riddle (Ed Miller), Louie Elias (Sloan), Angel Tompkins (Jean Trevor), Woodrow Parfrey (Sheriff Hayden), William Phipps (George Jackson), James B. Sikking (Frisch), Ted Markland (Ed Cole), Buddy Joe Hooker (Farrell)

## Lo sponsor
- Titolo originale: Game, Set, Death
- Diretto da: Georg Stanford Brown
- Scritto da: Worley Thorne

### Trama
Durante un torneo di tennis, accadono diversi incidenti che seminano il panico tra i partecipanti. Quando uno di essi si rivela mortale, gli Angeli vengono ingaggiati per scoprire il colpevole.
- Altri interpreti: Randy Phillips (Umpire), Bibi Besch (Carrie Jo Evans), Larry Block (Arlos Spinner), Seth Foster (Kyle), Tiffany Bolling (Helga), George Caldwell (Fisk), Lynda Beattie (Sandy), Arthur Adams (Bartender), Lee Terri (Mrs Haily)

## Angelo inesploso
- Titolo originale: Hours of Desperation
- Diretto da: Cliff Bole
- Scritto da: Ray Brenner

### Trama
Sabrina e Bosley sono tenuti in ostaggio negli uffici dell'agenzia da due ladri di diamanti che obbligano Kelly e Kris a recuperare i gioielli che gli sono stati sottratti da un loro complice. Se le ragazze falliscono nell'impresa, Sabrina verrà fatta saltare in aria.
- Altri interpreti: Paul Sorenson (Jackson), Tom Clancy II (Williams), Stanley Kamel (Dinsmore), Peter Palmer (Fred Michaels), John Quade (Brown), Edward Power (Clint Murdock), Taurean Blacque (Dr. Stevens)

## Luce d'Arabia
- Titolo originale: Diamond in the Rough
- Diretto da: Ronald Austin
- Scritto da: Brian McKay, Ronald Austin e James D. Buchanan

### Trama
In questo episodio, gli Angeli vengono ingaggiati da un ladro per farsi aiutare a rubare il diamante "Luce d'Arabia" per poterlo restituire al museo da cui è stato sottratto.
- Altri interpreti: Rita Madero (Cleo), Tony Giorgio (Carl), Dan O'Herlihy (Freddie Brander), Bert Remsen (Brewster McFarland), Sid Haig (Reza), Robert Perault (Ali), Rene Enriquez (Faris Salim)

## Angeli in difesa
- Titolo originale: Angels in the Backfield
- Diretto da: Georg Stanford Brown
- Scritto da: Edward J. Lakso

### Trama
Quando una giocatrice di una squadra di football femminile viene assalita da alcuni motociclisti mascherati, la quarterback Amy Jarvis recluta gli Angeli per risolvere il mistero.
- Altri interpreti: Gary Wood (Joe Phillips), Patch Mackenzie (Julia Smyth), Nancy Fox (Amy Jarvis), L.Q. Jones (Dan Jarvis), Heidi Van Beltz (Grinelda), Saundra Sharp (Hilda)

## Sabbie mortali
- Titolo originale: The Sandcastle Murders
- Diretto da: George McCowan
- Scritto da: Skip Webster, Jock MacKelvie, Ronald Austin, James D. Buchanan e Robert C. Dennis

### Trama
Il quartiere sulla spiaggia dove vive Kris è minacciata da uno strangolatore che seppellisce le sue vittime sotto la sabbia. L'Angelo chiede a Charlie e agli altri Angeli di indagare sul caso.
- Altri interpreti: Melody Thomas Scott (Betsy), Alan Feinstein (Dave Christopher), Melissa Converse (Melissa Rossiter), John Crawford (Ten. Francona), Bibi Osterwald (Mabel), Sheila Smith (Leslie), Hunter Von Leer (Hank), Jason Evers (Larry Fallon), Steve Sandor (Ovie Gerson)

## Angelo nella notte
- Titolo originale: Angel Blues
- Diretto da: Georg Stanford Brown
- Scritto da: Edward J. Lakso

### Trama
Gli Angeli indagano sulla misteriosa scomparsa di una cantante. La donna aveva improvvisamente abbandonato il suo concerto, a causa di un crollo psicologico.
- Altri interpreti: Bess Gatewood (Amy Waters), Gary Bisig (Lenny), Bill Quinn (Ted Waters), Andy Jarrell (Eban Stone), Vincent Schiavelli (Freddie), Steve Gravers (Cooperman), Herbie Braha (Hank), Lou Picetti (Doneger), Tim Rossovich (Taylor)

## Mamma Oca deve salvarsi
- Titolo originale: Mother Goose Is Running For His Life
- Diretto da: George McCowan
- Scritto da: Del Reisman, Ronald Austin e James D. Buchanan

### Trama
Gli Angeli vengono ingaggiati da "Mamma Oca" per scoprire chi sta cercando di sabotare la sua azienda di giocattoli.
- Altri interpreti: Vincent Duke Milana (Larry Wilkes), Murray Matheson (Leland Swinnerton), Gilbert Green (Tony Phelan), Clifford David (Gordon Roclair), Don Knight (Jack Orwell), Bobbie Jordan (Donna), Holly Irving (Mrs. Cooley)

## Squilli d'Angelo
- Titolo originale: Little Angels of the Night
- Diretto da: Georg Stanford Brown
- Scritto da: Mickey Rose

### Trama
Gli Angeli devono scoprire perché in un condominio dove vivono e lavorano molte prostitute, qualcuno sta cercando di ucciderle.
- Altri interpreti: Michael Warren (Ten. Mathews), Jeffrey Druce (Freddie), Denise Galik-Furey (Bonnie), Shauna Sullivan (Terry), Joy Garrett (Carol), Paul Cavonis (Roman Vail), Rod Colbin (Dr. Eggars), Tara Tyson (Mary Thomas), Grayce Spence (Mrs. Dolly Smith), Kutee (Melanie), James Mitchell (Jim Walker)

## Angeli all'asta
- Titolo originale: The Jade Trap
- Diretto da: George McCowan
- Scritto da: Lee Sheldon

### Trama
Gli Angeli si recano sotto copertura al Seawave Hotel per risolvere un doppio caso: l'assassinio di una facoltosa donna - avvenuto per mano del suo amante-gigolo - e una serie di rapine ai danni degli ospiti dell'albergo.
- Altri interpreti: Barry Bostwick (Ted Machlin), Victoria Shaw (Julie), Joan Leslie (Catherine), Irene Hervey (Samantha), Thomas Berlin, Dirk Benedict (Denny Railsback), Lurene Tuttle (Mrs. Machlin)

## Pane per gli Angeli
- Titolo originale: Angels on the Run
- Diretto da: Robert Kelljan
- Scritto da: Edward J. Lakso

### Trama
Alcuni ladri di gioielli nascondono il loro bottino sul camion di un playboy. Quando questi scompare misteriosamente, sua moglie assume gli Angeli per indagare sull'accaduto.
- Altri interpreti: Don Reid (Larry Kantrelle), Carole Mallory (Rosey), Belinda Balaski (Sue Kantrelle), Bill Duke (David Pearl), Alex Courtney (Taylor), Elaine Joyce (Nancy), Judy Landers (Mrs. Chicken), Maurice Sneed (Blackjack), Fred Kareman (Mel), David Chow (Mace), Sy Kramer (Roger), Craig T. Nelson (Stone)

## Angeli d'epoca
- Titolo originale: Antique Angels
- Diretto da: Leon Carrere
- Scritto da: Edward J. Lakso

### Trama
Dopo il furto di un combustibile avveniristico, gli Angeli partecipano a una gara d'auto d'epoca sotto le mentite spoglie di poliziotti dell'era del cinema muto.
- Altri interpreti: Kenneth Tigar (Danner), Joseph Hacker (Nichols), Edward Bell (Greeves), Chuck Winters (Jeffers), Ken Scott (Slade), Sandy Ward (Stone), Mala Powers (Martha), Richard Milholland (Trask), Borah Silver (Hendricks), Rick Casorla (Marshall)